# Hydrellia tozzii
Hydrellia tozzii är en tvåvingeart som beskrevs av Canzoneri och Raffone 1987. Hydrellia tozzii ingår i släktet Hydrellia och familjen vattenflugor.
Artens utbredningsområde är Kenya. Inga underarter finns listade i Catalogue of Life.